# Serraca marginata
Serraca marginata är en fjärilsart som beskrevs av Herz 1905. Serraca marginata ingår i släktet Serraca och familjen mätare. Inga underarter finns listade i Catalogue of Life.